# Лэнгдон, Джон
Джон Лэ́нгдон (англ. John Langdon; 26 июня 1741 — 18 сентября 1819) — американский военный и политический деятель, сенатор США.
Родился в Нью-Гэмпшире. Обучение не закончил, работал учеником торговца. Разбогател через инвестиции в торговлю. Ревностно поддержал Войну за независимость и возглавил налёт колонистов на британские пороховые склады. Занимал государственные должности, поручался за финансирование многочисленных военных кампаний. Оплатил билеты на Филадельфийский конвент себе и другому делегату от Нью-Гэмпшира.
На конвенте сыграл важную роль, несмотря на опоздание. Отстаивал широкие полномочия федерального правительства и содействовал ратификации Конституции в Нью-Гэмпшире. Позже был губернатором своего родного штата и сенатором США.